# Lothar Nikolaiczuk
Lothar Nikolaiczuk (* 29. März 1954 in Bochum) ist ein deutscher Schachspieler und -autor.

## Leben
Er stammt aus einer Bergarbeiterfamilie und erlernte das Schachspiel mit 14 Jahren, nachdem er bei einem Freund Knaurs Schachbuch von Martin Beheim-Schwarzbach entdeckt hatte. Mit 17 Jahren trat er einem Verein bei und erzielte Erfolge auf regionaler Ebene.
Im Jahr 1978 nahm er an der Deutschen Meisterschaft in Bad Neuenahr-Ahrweiler teil und kam dort auf den geteilten 5. Platz. Er siegte 1979 zusammen mit Sergio Mariotti beim Open von Lugano. Schließlich gewann er 1985 als Außenseiter das Open der Dortmunder Schachtage und qualifizierte sich damit für das Großmeisterturnier des folgenden Jahres. Dort belegte er allerdings mit einem halben Punkt aus 11 Partien abgeschlagen den letzten Platz. In diesem Turnier sorgte er auch für Aufsehen, indem er gegen Exweltmeister Wassili Smyslow mit 1. d2–d3 d7–d5 2. d3–d4 eröffnete und damit freiwillig auf seinen Anzugsvorteil verzichtete. Angesichts seiner im Vergleich zu den anderen Teilnehmern niedrigen Elo-Zahl wurde er sogar als „Elo-Schädling“ bezeichnet, was in der Folge zu einer Kontroverse in der Schachpresse führte. Ab 1989 verließ er für mehrere Jahre Deutschland und lebte in verschiedenen afrikanischen Ländern. Auch dort spielte er Schach und wurde 1992 Vizemeister von Marokko sowie 1994 Meister von Kenia. Nach seiner Rückkehr nach Deutschland hatte er verschiedene Gelegenheitsjobs, unter anderem arbeitete er zwei Jahre beim Circus Roncalli.
Seit 1978 arbeitet er als Schachtrainer. Er ist einer der produktivsten Autoren von Schachbüchern in Deutschland und veröffentlichte unter anderem zahlreiche Testbücher, die als Zielgruppe durchschnittliche Klubspieler ansprechen.
Nikolaiczuk war März 2024 für den Bochumer SV 02 gemeldet. Seit dem Spätsommer 2014 hat er keine Elo-gewerteten Partien mehr gespielt. Seine Elo-Zahl ist 2278 (Stand: März 2024).

## Werke (Auswahl)
- Schach-Weltmeisterschaft 81 (1981, zusammen mit Peter	Beyersdorf und Vladimir Budde)
- Keine Angst vor Endspielen (1982)
- Bauernendspiele (1985)
- Schach-Weltmeisterschaft '84 '85 (1985, zusammen mit Vladimir Budde)
- Endspieltechnik à la Capablanca (1987)
- Gezielte Mittelspielstrategie (9 Bände, 1989–1994)
- Eröffnungen: geschlossene Spiele (1990, zusammen mit Manfred van Fondern)
- Endspieltechnik à la Bobby Fischer (1990)
- Das große Buch der Schacheröffnungen (1992, zusammen mit Manfred van Fondern und Jerzy Konikowski)
- Lothar Nikolaiczuk: Der ELO-Schädling, Joachim Beyer Verlag, Eltmann 2013, ISBN 978-3-940417-48-0.
- Lothar Nikolaiczuk: Testbuch der Schachstrategie, Joachim Beyer Verlag, Eltmann 2014, ISBN 978-3-940417-70-1.
- Lothar Nikolaiczuk: Remis bitte? Wie bitte?, Joachim Beyer Verlag, Eltmann 2014, ISBN 978-3-940417-49-7.
- Lothar Nikolaiczuk: Krisenherd Dauerschach, Joachim Beyer Verlag, Eltmann 2014, ISBN 978-3-940417-66-4.
- Lothar Nikolaiczuk: Der blinde Fleck: Allerlei Gründe schachlicher Kurzsichtigkeit, Joachim Beyer Verlag, Eltmann 2015, ISBN 978-3-940417-65-7.
- Lothar Nikolaiczuk: Lehrbuch der Verteidigung, Joachim Beyer Verlag, Eltmann 2017, ISBN 978-3-95920-045-5.